# 亨利·馬伯樂
亨利·馬伯樂（1883年12月15日—1945年3月17日），法国语言学家，出生于巴黎。他父亲加斯頓·馬伯樂是埃及学家。
1905年硕士毕业，其论文题目为《埃及托勒密王朝的财政》。后来，他决定放弃埃及研究，修读中文和越南语，并在1908年去法属印度支那（今越南、寮國和柬埔寨）和他哥哥乔治·马伯乐会合。1911年在河内任法国远东学院教授。
马伯乐在越南和柬埔寨进行田野调查，研究壯侗語系、南亞語系的各种方言。他在1911年和1912年分别发表关於泰語和越南語的语音历史的两篇重要的论文，此时他也进行汉语音韵学的研究。对汉语音韵的研究颇有贡献，认为汉语没有语法范畴和词类。
1918年回到巴黎法蘭西學院接任刚去世的沙畹為东方语言教授。在高本汉的研究的基础上，他进一步分析中古汉语的语音系统，并通过汉语和泰语的比较研究上古汉语的复辅音。他第一个提出上古汉语有前缀。他還正確地指出前綴的添加有時伴隨意義上的改變，並舉例指出前加綴作為詞彙派生方式的例子。著有《古代中国》《中国宗教、历史杂考》等。
在第二次世界大战时，他儿子让·马伯乐（Jean Maspero）參加游擊隊，反抗纳粹德国法西斯侵略者。由于马伯乐有犹太血统，他在1944年被德国人逮捕，并被监禁在德国的布痕瓦尔德集中营。他於1945年3月17日饿死在集中营。两个月后，盟军解放了布痕瓦尔德。

## 外部連結
- Some of his works （页面存档备份，存于） are available free online courtesy of the Université du Québec à Chicoutimi
- Henri Maspero, by E. Bruce Brooks: biography with photographs